# Александрович Андрон Васильович
Александрович Андрон Васильович (15 липня 1901, Хижня, Уманський повіт, Київська губернія — 30 липня 1946, Соколівка, Маньківський район, Київська область) — перший директор Хижнянської та Соколівської шкіл. Мав звання капітана, займав посаду парторга. Удостоєний ордена Вітчизняної війни другого ступеня, ордена Червоної Зірки. Нагороджений медаллю „За взяття Кенігсберга" та медаллю «За взяття Берліна».

## Сім'я
На кінець 19 - початок 20 століття в Хижні проживала велика сім'я Александровичів. В одному дворі жив дід Андрона Васильовича — Александрович Василь Тимофійович з дружиною Олександрою та сім'єю. В двох інших дворах — його дядько Авксентій Александрович зі своєю сім'єю та його батько Василь Васильович Александрович з дружиною Анною Архипівною (ур. с. Старостинці Сквирського пов.) та дітьми. Александрович Василь Тимофійович та його діти (включно з Авксентієм та Василем) належали до стану громадян .
Дід — Александрович Василь Тимофійович родом з с. Кагарлик Київського повіту Київської губернії. Народився орієнтовано між 1828 та 1832 роках. Станом на 1857 рік він працював паламарем в Покровській церкві в селі Халча Київського повіту Київської губернії, а пізніше — станом на 1864 рік — стіхарним дячком у с. Криве Сквирського повіту Київської губернії. У Хижні він працював заштатним паламарем при церкві та столярем, переїхав сюди орієнтовано в кінці 1860-х років.
Батько — Василь Васильович Александрович народився близько 1868 року у с. Криве Сквирського повіту Київської губернії. У Хижні він працював живописцем.
Дружина — уродженка міста Симбірськ (зараз Ульяновськ) Анастасія Іванівна Іванова, 1905 року народження. Діти: Надія, Василь, Володимир, Валентина та Анатолій.
На час роботи Анрона Васильовича директором у Соколівці, дружина та діти проживали там разом з ним.

## Освітня діяльність
У 1916 році його було призначено учителем 1-4 класів, а у 1924 році — директором Хижнянської початкової школи .
За ініціативою Андрона Васильовича в селі Хижня була встановлена перша радіоточка.
У 1931 році Александровича А. В. було призначено директором Ризинської початкової школи .
У 1934 році наказом Маньківського РАЙВНО він був призначений директором Соколівської школи, де він працював також після війни .

## Друга світова війна
18 вересня 1941 року Александрович А. В. був призваний Маньківським РВК Київської області. На той час його сім'ю було евакуйовано до м. Ртищеве Саратовської обл. Вони там проживали з серпня 1941 року до квітня 1944 року. Враховуючи його освіту, стаж і досвід роботи з людьми, командування атестувало його на посаду парторга 706 стрілкового полку 204 стрілкової дивізії (членом ВКП(б) був він з 1927 року).
Перша сутичка з ворогом для Александровича Андрона Васильовича була в січні - квітні 1942 року біля селища Красне та містом Мценськ. Потім у жовтні 1942 року були бої під Ольховаткою на Дону, взимку 1942-1943 рр. відбулися бої біля с. Скляєво та наступ на Білгородському напрямку. За забезпечення виконання бойового завдання частиною, капітана А.В.Александровича наказом № 032/н від 20 вересня 1943 року нагородили орденом Червоної Зірки .  При описі подвигів та заслуг командир полку майор П. Я. Левченко писав, що завдяки організаційній роботі А. В. Александровича під час наступу на Білгородському напрямку бійцями полку в боях було знищено 487 фашистів, 30 автомашин з вантажами, 22 кулеметних гнізда. Визволено п'ять населених пунктів.
Мужність і відвагу проявив Александрович Андрон Васильович у боях з 8 по 19 квітня 1945 року в районі Кенігсберга. В бою 9 та 10 квітня 1945 року виконуючи завдання в одній з стрілецьких рот, якій необхідно було атакувати ворога з флангу, капітан Александрович взяв ініціативу на себе, вивів з мінного поля особовий склад роти і атакував противника. Атака завершилась успіхом. За цей бій наказом військам 43 Армії 3-го Білоруського фронту № 0134 від 30 квітня 1945 року Александрович А. В. був удостоєний ордена Вітчизняної війни другого ступеня. На той час Андрон Васильович був парторгом 349 стрілкового полку 26 стрілкової дивізії, командиром якої був майор Меморський .
Його також нагородили медаллю „За взяття Кенігсберга", медаллю «За взяття Берліна». Закінчив війну Андрон Васильович у Берліні .